# Wereldkampioenschap rally in 1990
Het Wereldkampioenschap rally in 1990 was de achttiende jaargang van het Wereldkampioenschap rally (internationaal het World Rally Championship), georganiseerd door de Fédération Internationale de l'Automobile (FIA).